# The Sufferer & the Witness
The Sufferer & the Witness è il quarto album della band Rise Against, uscito il 4 luglio 2006.
Uscito per Geffen dopo il precedente Siren Song of the Counter Culture, del 2004.
Prima dell'uscita del CD fu pubblicato come singolo Ready to Fall, mentre dopo l'uscita è uscito il singolo di Prayer of the Refugee. Nel 2007 è uscito, come terzo singolo, The Good Left Undone. Nel 2007 è stato pubblicato come singolo Behind Closed Doors e nel 2008 The Approaching Curve.

## Tracce
1. Chamber the Cartridge – 3:34
2. Injection – 3:19
3. Ready to Fall – 3:48
4. Bricks – 1:30
5. Under the Knife – 2:45
6. Prayer of the Refugee – 3:19
7. Drones – 3:02
8. The Approaching Curve – 3:45
9. Worth Dying For – 3:19
10. Behind Closed Doors – 3:15
11. Roadside – 3:21
12. The Good Left Undone – 4:11
13. Survive – 3:41

- Bonus Tracks
  - Built to Last (Sick of it All) - 1:53
  - Boy's No Good (Lifetime) - 1:18
  - But Tonight We Dance - 2:48
  - Paper Wings (Live al the Troubadour) - 3:37

In alcune versioni europee del CD è contenuta la bonus track Built to Last. In altre Boy's No Good. La versione australiana ha come bonus track Boy's No Good. But Tonight We Dance è invece contenuta solo nelle versioni LP e iTunes dell'album.

## Singoli
- Ready to Fall (2006)
- Prayer of the Refugee (2006)
- The Good Left Undone (2007)
- Behind Closed Doors (2007)
- The Approaching Curve (2008)

## Formazione
- Tim McIlrath – voce, chitarra
- Chris Chasse – chitarra, cori
- Joe Principe – basso, cori
- Brandon Barnes – batteria

Personale aggiuntivo
- Chad Price – voce aggiuntiva
- Emily Schambra – voce aggiuntiva in Roadside
- Andrew Berlin, Christopher Jak, e Johnny Schou – tecnici di piano e accordi
- Registrazioni alla Blasting Room, Fort Collins, Colorado, USA
- Produzioni e assistenza di Bill Stevenson e Jason Livermore
- Voce aggiuntiva e sistemazione del suono, Burbank, California, USA
- Assistenza aggiuntiva di Andrew Berlin e Johnny Schou
- Mixato da Chris Lord-Alge al Resonate Sound, Burbank, California, USA
- Masterizzato da Ted Jensen al Sterling Sound, New York, USA